# Szagyolca
Szagyolca (horvátul: Čađavica) falu és község (općina) Horvátországban Verőce-Drávamente megyében.

## Fekvése
Verőcétől légvonalban 37, közúton 44 km-re délkeletre, Nyugat-Szlavóniában, a Drávamenti-síkságon, a Csagyavica-patak partján, a Szalatnokot Eszékkel összekötő 34-es számú főút mentén, Šaševo és Čađavički Lug között, a magyar határtól mindössze 3 km-re fekszik.

## A község települései
A községhez Szagyolcán kívül Čađavički Lug, Donje Bazije, Ilmin Dvor, Noskovačka Dubrava, Noskovci, Starin, Šaševo, Vraneševci és Zvonimirovac települések tartoznak.

## Története
A település területén valószínűleg már a kora középkorban fontos kereskedelmi út vezetett át. Ezt támasztja alá az gazdag, ezüst ékszerekből álló sírlelet, melyet 1929-ben találtak Szagyolca határában. A helyi lakosság az ékszerek mellett egy kardra is emlékezett, amely azonban időközben elveszett. A lelőhelyet csak közel 30 évvel később sikerült azonosítani. A szakemberek a leleteket a 6. század végére, vagy a 7. század elejére keltezték és az ún. martinovkai kultúrához sorolták. A leletek alapján Zdenko Vinski férfisírra következtetett.
A településnek és Szent Márton egyházának első írásos említése 1334-ben a pápai tizedjegyzékben történt „Item ecclesia sancti Martini de Zogocha” alakban. A középkori források alapján a templom építését ennél sokkal korábbra, a 12. századra teszik. A település arról a patakról kapta a nevét, amely mellett fekszik. Ezt 1201-ben „Zagauica” néven említik, melyet vízének sötét színéről (vö. horvát čađa = korom) kapott. Eredeti formája horvátul „Sađavica” lehetett, ebből lett a magyar Szagyolca, majd a 16.-17. században a betelepülő szerbek nyelvén „Čađavica”. A település neve a középkorban „Zogocha, Zagyolca, Zagocza” alakokban fordul elő. A térség többi településével együtt 1543-ban került török kézre. Azon ritka szlavóniai települések egyike volt, mely török uralom alatt is, bár kis számban megőrizte korábbi lakosságát. A lakosság a térség 1684-ben a töröktől történt visszafoglalása után is helyben maradt. 1698-ban „pagus Csaganicza” néven szerepel a török uralom alól felszabadított szlavóniai települések összeírásában.
Az 1720-as összeírás szerint 16 család élt itt. Ezt követően Verőce vidékéről és a Dráva folyó túloldaláról újabb horvát családok települtek be.
Az első katonai felmérés térképén „Dorf Csagjavica” néven találjuk. Lipszky János 1808-ban Budán kiadott repertóriumában „Csagjavica” néven szerepel. Nagy Lajos 1829-ben kiadott művében „Csagjavicza” néven az oppidumok között 185 házzal, 1271 lakossal szerepel. 1814-ben megnyílt a település első iskolája. 1852-ben immár mezővárosként vásártartási jogot kapott. Fejlődésében sokat jelentett a magyarországi Szentlőrincet Szalatnokkal és Nekcsével összekötő vasútvonal 1894-ben történt megépítése, melynek első vasútállomása itt volt a horvát oldalon.
1857-ben 1109, 1910-ben 1434 lakosa volt. 1910-ben a népszámlálás adatai szerint lakosságának 88%-a horvát, 9%-a magyar anyanyelvű volt. Verőce vármegye Alsómiholjáci járásának része volt. Az első világháború után 1918-ban az új szerb-horvát-szlovén állam, majd később (1929-ben) Jugoszlávia része lett. A két világháború között Szagyolcán „Hrvatski sokol“ egyesület, tamburazenekar, fúvószenekar, nemzeti olvasókör működött. Az önkéntes tűzoltóegylet 1923-ban alakult. 1945-ben önálló község központja lett, de 1962-ben a közigazgatás átszervezése során Szalatnokhoz csatolták. Lakossága a fiatalok elvándorlása következtében évtizedek óta folyamatosan csökkent, ma már kevesebb mint a fele a háború utáni népességnek. 1991-ben lakosságának 90%-a horvát nemzetiségű volt. 2011-ben 678 lakosa volt.

## Lakossága
| Lakosság változása | Lakosság változása | Lakosság változása | Lakosság változása | Lakosság változása | Lakosság változása | Lakosság változása | Lakosság változása | Lakosság változása | Lakosság változása | Lakosság változása | Lakosság változása | Lakosság változása | Lakosság változása | Lakosság változása | Lakosság változása |
| ------------------ | ------------------ | ------------------ | ------------------ | ------------------ | ------------------ | ------------------ | ------------------ | ------------------ | ------------------ | ------------------ | ------------------ | ------------------ | ------------------ | ------------------ | ------------------ |
| 1857               | 1869               | 1880               | 1890               | 1900               | 1910               | 1921               | 1931               | 1948               | 1953               | 1961               | 1971               | 1981               | 1991               | 2001               | 2011               |
| 1.109              | 1.266              | 1.168              | 1.239              | 1.323              | 1.434              | 1.497              | 1.657              | 1.684              | 1.691              | 1.506              | 1.215              | 1.049              | 921                | 787                | 678                |

## Nevezetességei
Szent Péter apostol tiszteletére szentelt római katolikus plébániatemploma középkori eredetű. A feltételezések szerint a 12. században építették és eredetileg Szent Márton tiszteletére volt szentelve. 1334-ben „ecclesia sancti Martini de Zogocha” néven említi a pápai tizedjegyzék. Az eredeti gótikus templom egyes részletei ma is láthatók az épületen. A török az épületet dzsámivá alakította át, így megmenekült a pusztulástól. A török 1684-ben történt kiűzése után bővítve építették újjá és Szent Péter tiszteletére szentelték fel. Szent Mártonnak csak az egyik mellékoltárt szentelték. 1759-ben barokk stílusban építették át. Valószínűleg ennek az évszáma van a falba vésve a főoltár jobb oldalán. A harangtornyot 1778-ban, a plébánia építésével egyidejűleg építették a templomhoz. 1851-ben az épületet bővítették. Belsejét 1891-ben festette ki a zágrábi Wagmester festőművész. A második világháborúban az épület súlyosan megsérült, mivel tornyát a németek tüzelőállásként használták.

## Gazdaság
A lakosság többsége ma is a mezőgazdaságból él. Az arab telivérek tenyésztése 1995-ben kezdődött az itteni ménesben, melynek alapítója Živko Bošnjak volt, aki a višnjicai, borikai és karađorđevói ménesekből hozott ide tenyészlovakat. Az arab lovak mellett a mezőgazdasági munkára jobban fogható horvát hidegvérű lovak tenyésztése is folyik itt. Szagyolcán működik a zöldség- és gyümölcsfeldolgozással foglalkozó Slavonka d.o.o. vállalat.

## Oktatás
A községi népiskola 1875-ben nyílt meg az akkori új iskolaépületben. Az iskolát 1935-ben bővítették háromosztályosra. A második világháborúban az épület megsemmisült, archívuma és könyvtára elpusztult. 1947-ben az újjáépített hétosztályos iskolába 217 tanuló járt. A nyolcadik osztály az 1956/57-es tanévtől működött. 1971-től az iskola a kiemelkedő horvát pedagógus Davorin Trstenjak nevét viseli. 1981-ben új tornatermet avattak az intézményben.

## Sport
Az NK Mladost Čađavica labdarúgóklubot 1930-ban alapították. A labdarúgóklub női csapata a horvát 2. ligában szerepel.